# 조규선
조규선(曺圭宣, 1949년 2월 16일 ~ )은 대한민국의 정치인이며 수필가이자 아동문학가이다. 2002년부터 2007년까지 민선 서산시장을 맡았다.
1949년 2월 16일 충청남도 서산에서 태어나 부춘초등학교, 서산중학교, 1967년 서산농림고등학교를 졸업하였고, 동국대학교에 합격하였으나 어려운 가정환경으로 인해 등록을 포기하였다.  한서대학교 환경공학과를 나왔고, 단국대학교 정책경영대학원 경제학 석사 과정을 나왔다.
조규선은 1979년 서산청년회의소(JC) 회장, 1984년에는 새마을 운동 서산군 지회장으로 활동하였고, 현재까지 서산시 새마을회 명예회장을 맡고 있다. 1990년 대전일보 기자 당시, 정부의 안면도 핵폐기물 사태 밀실행정의 부당성을 고발하여 ‘한국 기자상’을 수상하였다.
2002년과 2006년 제4대,5대 민선 서산시장에 당선되었다. 서산시장 재임 당시, 전국 마늘주산단지 시군광역 협의회장, 전국 시장·군수·구청장 협의회 공동회장을 역임하였다. 2004년에는 ‘故 전 노무현대통령 탄핵안 가결에 반발해 민주당을 탈당하였다. 2005년 ‘교육 노벨상’이라 불리는 세계평화교육자상을 수상하였고, 2011년에는 ‘대한민국을 빚낸 자랑스런 인물’에 선정되었다. 현재 한서대학교 대우교수와 '조규선 리더십 연구소' 대표이다.
<저서> 내마음의 빈터 (1989)   세상에 공짜 없다 (2012)

## 역대 선거 결과
|  | 21.95% |

|  | 42.44% |

|  | 38.90% |

|  | 42.01% |